# Сен-Шеф
Сен-Шеф (фр. Saint-Chef) — коммуна во Франции, находится в регионе Рона — Альпы. Департамент коммуны — Изер. Входит в состав кантона Бургуен-Жалье-Нор. Округ коммуны — Ла-Тур-дю-Пен.
Код INSEE коммуны — 38374. Население коммуны на 1999 год составляло 2892 человека. Населённый пункт находится на высоте от 218 до 440 метров над уровнем моря. Муниципалитет расположен на расстоянии около 430 км юго-восточнее Парижа, 45 км восточнее Лиона, 60 км северо-западнее Гренобля. Мэр коммуны — Noël Rolland, мандат действует на протяжении 2008—2014 гг.
Динамика населения (INSEE):